# Karlshamn (1676)
Karlshamn var en mindre fregatt och ett örlogsfartyg som byggdes och sjösattes vid skeppsvarvet i Kalmar 1676. Hon var bestyckad med tolv kanoner och hade ett deplacement på 100 ton. Karlshamn sjönk 1698 och ligger troligen som vrak. 